# زنغارك (مقاطعة فراهان)
زنغارك (بالفارسية: زنگارک) هي قرية تقع في مركزي في إيران. يقدر عدد سكانها بـ 245 نسمة بحسب إحصاء 2016.